# Bowman Gray Stadium
O Bowman Gray Stadium é um autódromo localizado em Winston-Salem, no estado da Carolina do Norte, nos Estados Unidos, o circuito é no formato oval com o tamanho de uma pista de atletismo com 0,4 km (0,25 milhas) de extensão sem nenhuma inclinação nas curvas.
Foi inaugurado em 1938 como estádio de futebol americano, a primeira corrida de sprint cars veio em 1939, em 1947 a pista foi pavimentada com asfalto, foi uma das etapas da primeira temporada da NASCAR em 1949 sediando corridas até o ano de 1971, a pista está disponível no jogo NASCAR Legends, atualmente hospeda etapas de divisões regionais da NASCAR e outras categorias de stock cars.